# Maxime Agueh
Maxime Agueh (ur. 1 kwietnia 1978 w Lille) – beniński piłkarz grający na pozycji bramkarza.

## Kariera klubowa
Karierę piłkarską Agueh rozpoczął w klubie Lille OSC. W latach 1997–1998 grał w rezerwach tego klubu w czwartej lidze francuskiej. W 1998 roku odszedł do angielskiego Luton Town z Division Two. Z kolei w latach 1999–2001 bronił w belgijskim FCV Dender EH, w tamtejszej czwartej lidze.
W 2001 roku Agueh wrócił do Francji. Przez rok grał w siódmej lidze, w FC Saint-Marcel, a w 2002 roku przeszedł do drugoligowego ASOA Valence. Po 3 latach gry w tym klubie odszedł do greckiego trzecioligowego Acharnaikosu. Wiosną 2007 występował w belgijskim RFC Tournai, a od lata 2007 do lata 2009 bronił barw FC Gueugnon. Następnie odszedł do USL Dunkerque.
| Sezon   | Klub            | Kraj    | Rozgrywki     | Mecze | Bramki |
| ------- | --------------- | ------- | ------------- | ----- | ------ |
| 1997/98 | Lille OSC B     | Francja | CFA           | 5     | 0      |
| 1998/99 | Luton Town      | Anglia  | Division Two  | 14    | 0      |
| 1999/00 | FCV Dender EH   | Belgia  | IV. liga      | ?     | 0      |
| 2000/01 | FCV Dender EH   | Belgia  | IV. liga      | ?     | 0      |
| 2001/02 | FC Saint-Marcel | Francja | VII. liga     | 35    | 0      |
| 2002/03 | ASOA Valence    | Francja | Ligue 2       | ?     | 0      |
| 2003/04 | ASOA Valence    | Francja | Ligue 2       | ?     | 0      |
| 2004/05 | ASOA Valence    | Francja | Ligue 2       | 35    | 0      |
| 2005/06 | AO Acharnaikos  | Grecja  | Gamma Ethniki | 2     | 0      |
| 2006/07 | AO Acharnaikos  | Grecja  | Gamma Ethniki | 8     | 0      |
| 2006/07 | RFC Tournai     | Belgia  | III. liga     | 11    | 0      |
| 2007/08 | FC Gueugnon     | Francja | Ligue 2       | 1     | 0      |
| 2008/09 | FC Gueugnon     | Francja | Ligue 2       | 11    | 0      |
| 2009/10 | USL Dunkerque   | Francja | CFA           | 4     | 0      |

## Kariera reprezentacyjna
W reprezentacji Beninu Agueh zadebiutował w 2003 roku. W 2004 roku został powołany do kadry na Puchar Narodów Afryki 2004. Tam rozegrał jedno spotkanie, z Nigerią (1:2).